# Camptothecium lutescens
Camptothecium lutescens là một loài Rêu trong họ Brachytheciaceae. Loài này được (Hedw.) Schimp. mô tả khoa học đầu tiên năm 1853.